# Маяк Ахыркапы
Маяк Ахыркапы (тур. Ahırkapı Feneri) — действующий исторический маяк, расположенный на мысе Сарайбурну на европейском берегу Стамбула, в квартале Ахыркапы района Фатих. Прямая, соединяющая маяк Ахыркапы с маяком Кадыкёй Инчибурну, расположенным на азиатском берегу, обозначает южную границу стамбульского порта. Расстояние между маяками примерно 2.8 километра.

## История
Предположительно, к появлению маяка привело кораблекрушение рядом с его текущим месторасположением. В 1755 году купеческий корабль, направлявшийся в Египет, сел на мель ночью рядом с берегом Кумпкапы из-за плохих погодных условий. Услышав про кораблекрушение, османский султан Осман III спас моряков. Для того, чтобы обеспечить безопасное плавание в этих водах, капудан-паша по приказу султана построил на городских стенах маяк Ахыркапы высотой 40 метров. Маяк имел форму белой башни и работал на оливковом масле.
В 1857 году султан Абдул-Меджид I ввёл в эксплуатацию новый маяк, который был построен французскими инженерами в окрестностях Ахыркапы возле городских стен к югу от дворца Топкапы. В 1958 году маяк был отделён от Босфора улицей Кеннеди, но продолжил использоваться по назначению.

## Архитектура
Построенный в 1857 году, маяк дошёл в практически неизменном виде до наших дней. Он представляет собой белую башню конической формы высотой 89 метров с чёрной горизонтальной полосой посередине. Свет располагается на высоте 118 метров. Первоначально маяк работал на керосине, позднее его перевели на карбидные лампы. В настоящее время работает от электричества. Фонари маяка имеют пятисотмиллиметровые зеркальные линзы, мощность ламп 1000 ватт. В обычном режиме маяк подаёт мигающие сигналы каждые 6 секунд, видимые на расстоянии до 30 километров. Во время тумана вспышка производится каждые 20 секунд.
Маяк Ахыркапы помещён в список маяков Турции под кодом «TUR-056» и имеет радиосигнал TC1ALH.
Маяк находится в ведении Прибрежного управления безопасности и спасения (тур. Kıyı Emniyeti Genel Müdürlüğü).